# بيدرو مينديز (لاعب كرة قدم برتغالي)
بيدرو مينديز (بالبرتغالية: Pedro Rafael Amado Mendes‏) (6 ديسمبر 1993 في البرتغال - ) هو لاعب كرة قدم برتغالي في مركز الوسط. لعب مع نادي ريكرياتيفو ديسبورتيفو دو ليبولو ونادي فيتوريا سيتوبال وأورينتال دي لشبونة ‏ وSC Mirandela ‏.

## وصلات خارجية
- بيدرو مينديز (لاعب كرة قدم برتغالي) على موقع قاعدة بيانات كرة القدم.إي يو (الإنجليزية)
- بيدرو مينديز (لاعب كرة قدم برتغالي) على موقع Soccerway.com (الإنجليزية)